# Olistostroma

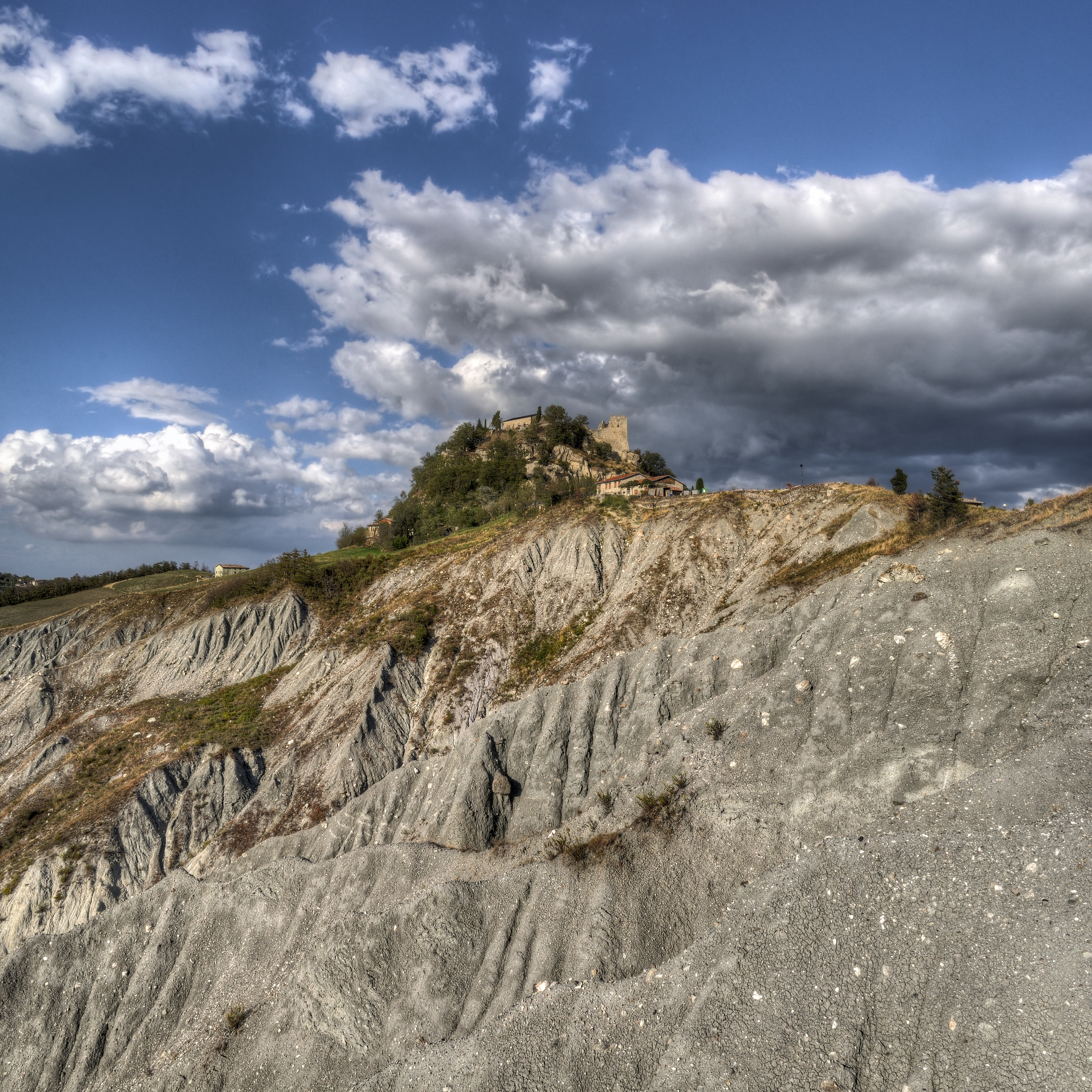
Olistostroma miocenico eroso a Canossa.

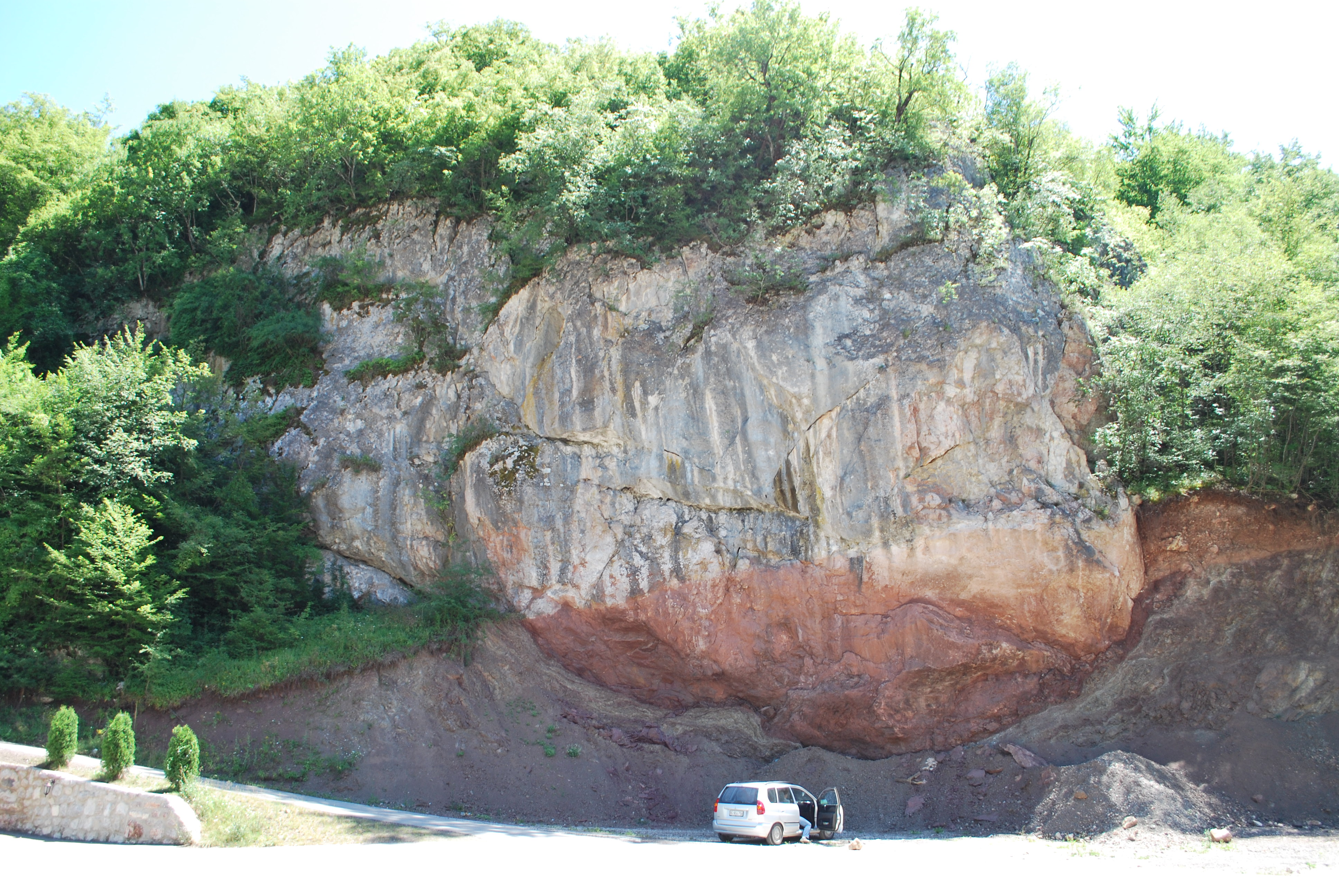
Sezione di un grande olistolita ofiolitico nell'Unità ofiolitica del fiume Vardar in Serbia.

Con il termine olistostroma ci si riferisce ai depositi di origine sedimentaria a struttura prevalentemente "pseudo brecciata", derivanti dalla rottura, con accumulo dei frammenti da essa originati, degli strati più coerenti (in genere, calcarei o marnosi) di una successione sedimentaria soggetta a "scivolamento gravitativo", con conseguente ripiegamento degli strati stessi.

## Etimologia
Il termine deriva dalle due parole in greco antico olistomai (scivolare) e stroma (accumulo), indicando quindi un accumulo di materiale da scivolamento.

## Origine e caratteristiche
Il termine è stato coniato e introdotto nella letteratura scientifica alla metà degli anni '50 dai geologi italiani per indicare particolari depositi rinvenuti entro le sequenze sedimentarie appenniniche, definendo come olistostromi quei depositi sedimentari che sono presenti entro normali sequenze geologiche composte di rocce sedimentarie, che sono sufficientemente continui da essere mappabili e che sono caratterizzati dall'essere costituiti da materiale petrologicamente o litologicamente eterogeneo, più o meno intimamente mescolato, e che sembrano essersi deposti e accumulati come corpi semifluidi. Questi non mostrano segni di una normale stratificazione, ad eccezione di eventuali grandi blocchi di materiale incluso già precedentemente stratificato.
I frammenti di maggiori dimensioni, individuabili come singoli elementi distinti, il cui aspetto lascia presupporre un certo grado di litificazione già avvenuta al momento dello scivolamento, vengono chiamati olistoliti.
Gli olistostromi, tipici di alcune formazioni appenniniche, possono raggiungere spessori che superano abbondantemente le decine di metri e si rinvengono tipicamente come litosomi disorganizzati entro una sequenza ben stratificata.

## Distribuzione

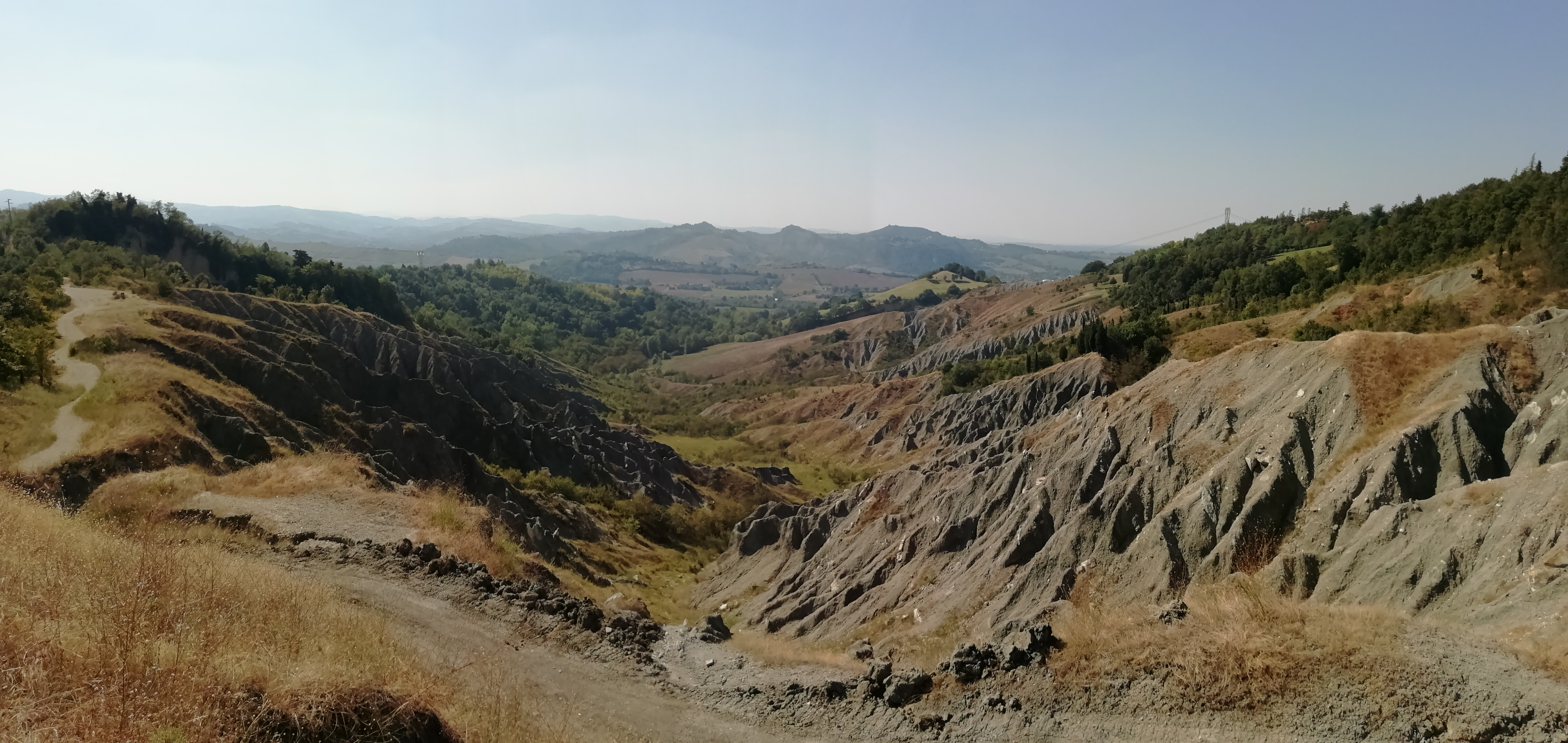
Affioramento di "Argille Scagliose", nei calanchi di Montemaggiore nella collina bolognese, numerosi olistoliti biancastri sono visibili dispersi entro le argille.

La loro distribuzione non è limitata alla geologia appenninica, ma sono presenti in varie aree connesse alla orogenesi alpina-appenninica, come nelle Alpi Dinariche (o Dinaridi).